# Wilhelm Weinberger (Philologe)
Wilhelm Weinberger (geboren 22. Juli 1866 in Wien; gestorben 21. Juni 1932 in Brünn) war ein österreichischer Klassischer Philologe, Paläograf und Gymnasiallehrer.

## Leben
Weinbergers Eltern waren der Kaufmann Carl Weinberger und dessen Frau Josefine, geb. Fischer. Wilhelm Weinberger besuchte das Schottengymnasium in Wien und studierte ab 1884 an der Universität Wien Klassische Philologie und Geschichte, wo er 1891 promoviert wurde. Eine Habilitation blieb ihm aus finanziellen Gründen verwehrt. Von 1891 bis 1898 unterrichtete er an verschiedenen Gymnasien in Wien, Brünn und Radautz. Ab 1898 wurde er dann Gymnasialprofessor am Gymnasium in Iglau, 1908 am Ersten deutschen Staatsgymnasium in Brünn, das ab 1929 „Deutsches Masaryk-Staatsgymnasium“ hieß. 1925 wurde Weinberger pensioniert. Nach seiner Pensionierung hielt Weinberger unter anderem populärwissenschaftliche Radio-Vorträge.
Während und nach seiner aktiven Zeit als Gymnasiallehrer betrieb Weinberger weiterhin philologische Forschungen und publizierte zahlreiche Studien. Er arbeitete an der kritischen Edition der „Chronica Boemorum“ des Prager Domkanonikers Cosmas von Bertold Bretholz mit, die im Rahmen der Monumenta Germaniae Historica publiziert wurde.
Weinberger war mit Ernestine Kühl verheiratet, die im März 1942 in das Ghetto Theresienstadt deportiert wurde und sich im April 1942 im Ghetto Piaski Luterski befand, bevor sich ihre Spur verliert.

## Schriften (Auswahl)
- Quaestiones de Orphei quae feruntur Argonanticis. Wien 1891 (Dissertation Universität Wien).
- Hrsg.: [Carmina] Tryphiodori et Colluthi Carmina. Teubner, Leipzig 1896.
- Hrsg.: Lycopolitanus Colluthus: Raptus Helenae. Leipzig 1896.
- mit Rudolf Beer: Bericht über die auf Paläographie und Handschriftenkunde bezügliche Litteratur der Jahre 1874–1896. In: Jahresbericht über die Fortschritte der klassischen Altertumswissenschaft. Bd. 98 (1898), S. 188–310.
- Zur Verwendung der Autographie in der Schule. In: Gymnasium. Zeitschrift für Lehrer an Gymnasien und verwandten Unterrichtsanstalten. Bd. 17 (1899), Heft 11, S. 379 (Digitalisat).
- Vergil als Cicero [De civ. Dei III,2]. In: Wiener Studien: Zeitschrift für klassische Philologie, Patristik und lateinische Tradition. Bd. 21 (1899), S. 320.
- Catalogus catalogorum: Verzeichnis der Bibliotheken, die ältere Handschriften lateinischer Kirchenschriftsteller enthalten. Tempsky, Prag u. a. 1902.
- Über Benutzung und Vermehrung der Lehrerbibliotheken. In: Gymnasium: Zeitschrift für Lehrer an Gymnasien und verwandten Unterrichtsanstalten. Bd. 23 (1905), Heft 7, S. 233–237 (Digitalisat).
- Beiträge zur Handschriftenkunde. 
  - Teil 1: Die Bibliotheca Corvina. Hölder. Wien 1908 (Sitzungsberichte / Akademie der Wissenschaften in Wien, Philosophisch-Historische Klasse; 159. Band, 6. Abhandlung).
  - Teil 2. Hölder, Wien 1909 (Sitzungsberichte / Akademie der Wissenschaften in Wien, Philosophisch-Historische Klasse; 161. Band, 4. Abhandlung).
- mit Bertold Bretholz (Hrsg.): Die Chronik der Böhmen des Cosmas von Prag. Weidemann Berlin 1923 (Monumenta Germaniae historica. Scriptores. 6, Scriptores rerum Germanicarum, nova series; 2).
- Wegweiser durch die Sammlungen alt-philologischer Handschriften. Hölder-Pichler-Tempsky, Wien 1930 (Sitzungsberichte / Akademie der Wissenschaften in Wien, Philosophisch-Historische Klasse; 209. Band, 4. Abhandlung).